# Flines-lès-Mortagne
Flines-lès-Mortagne är en kommun i departementet Nord i regionen Hauts-de-France i norra Frankrike. Kommunen ligger i kantonen Saint-Amand-les-Eaux-Rive droite som tillhör arrondissementet Valenciennes. År 2022 hade Flines-lès-Mortagne 1 667 invånare.

## Befolkningsutveckling
Antalet invånare i kommunen Flines-lès-Mortagne
| Referens: INSEE |